# Ernst Derra
Ernst Derra (* 6. März 1901 in Passau; † 9. Mai 1979 in Weihermühle bei Haag in Oberbayern) war ein deutscher Chirurg und Hochschullehrer. Er war ein Pionier der Herzchirurgie.

## Werdegang
Der Sohn eines Bildhauers wuchs in Passau auf. Nach dem Abitur am Gymnasium Leopoldinum (Passau) studierte er Medizin in München, Heidelberg und Wien. 1922 wurde er im Corps Bavaria München recipiert. 1926 war er an der Medizinischen Universitätsklinik in Innsbruck tätig. Mit einer Doktorarbeit bei Paul Morawitz in der Klinik für Innere Medizin wurde er 1927 an der Universität Leipzig zum Dr. med.  promoviert. 1929 wechselte er an das Universitätsklinikum Bonn, wo er sich 1936 habilitierte. In der Nachkriegszeit in Deutschland war Derra 1946/47 Chefchirurg am St. Marien-Hospital Bonn. Von 1947 bis 1969 war er Leiter (Ordinarius) der gesamten Chirurgie der Medizinischen Akademie Düsseldorf. Erwähnenswert sind die erstmaligen Operationen eines Ductus arteriosus (1949) und der Einsatz der Herz-Lungen-Maschine (1955).
Zu dieser Zeit stand eine grundlegende Renovierung der Medizinischen Akademie Düsseldorf an. Da die Stadt diese Investitionen nicht leisten konnte, forcierte der akademische Rat unter Federführung Ernst Derras Anfang der 1960er Jahre den Ausbau der Medizinischen Akademie zur Volluniversität. Zum Dank wurde bei der architektonischen Gestaltung des neuen Gebäudes der Chirurgie an exponierter Stelle (Hauptfoyer) ein Aufgang zu Prof. Derra geschaffen, der aus dem Erdgeschoss frei tragend in die im zweiten Stock liegenden Verwaltungszimmer führte. Der Aufgang diente als Denkmal; von Derra selbst oder gar Patienten wurde er nicht benutzt. 1958/59 gab er bei Springer das Handbuch der Thoraxchirurgie heraus. 1963 war er Präsident der Deutschen Gesellschaft für Chirurgie, die ihn 1970 zum Ehrenmitglied wählte.

## Ehrungen
- 1957 Wahl in die Deutsche Akademie der Naturforscher Leopoldina
- 1965 Goldene Medaille der Humboldt-Gesellschaft
- 1966: Verdienstorden der Bundesrepublik Deutschland, Großes Bundesverdienstkreuz
- 1976: Paracelsus-Medaille

Nach ihm sind Straßen in Düsseldorf und Passau benannt.

## Veröffentlichungen (Auswahl)
- mit F. Blittersdorf: Berichte über die Fälle von Mamma-Carcinom an der Chirurgischen Klinik und im Johannishospital zu Bonn von 1928–1935. In: Archiv für klinische Chirurgie. Band 198, 1940, S. 373 ff.
- als Hrsg. mit W. Bircks: Herzchirurgie. 2 Bände. Springer-Verlag, Berlin / Heidelberg / New York 1976 (= Handbuch der Thoraxchirurgie. Ergänzungswerk), ISBN 3-540-07312-4.